# 潘蓋翁山
潘盖翁山（羅馬化：Pangaio），是位于希腊东马其顿和色雷斯大区卡瓦拉专区的一座山脉，其最高峰海拔1956米。东距卡瓦拉约40公里。其西为斯特里蒙河及其冲积平原，主要种植烟草、棉花、水稻及橄榄等。其东北十余公里是古城腓立比遗址。

## 传说
在希腊神话中，俄耳甫斯只崇奉阿波罗而不拜他神，某日俄耳甫斯前往潘盖翁山的狄俄倪索斯神庙，向阿波罗献礼，因此惹怒了狄俄倪索斯的狂信徒迈那得斯，将他撕成了碎片。有人认为希腊神话中的Nysa即是指潘盖翁山，Nysa山是宁芙养育幼小的狄俄倪索斯的地方。

## 历史
在古典时期，潘盖翁山以其地出产金银而出名，雅典的僭主庇西特拉图在其第二次被放逐期间，他在此地获取了巨额的财富，并聘请了雇佣兵杀回了雅典。
公元前5世纪，雅典在西面建立了殖民城市安菲波利斯（Amphipolis），以对抗色雷斯人，控制该地的金矿。
公元前4世纪时，马其顿国王腓力二世控制了该地。
在奥斯曼时期，潘盖翁山在土耳其语中被称作“泉山”（Pınar Dağ）。